# Dahlem (Basse-Saxe)
Pour les articles homonymes, voir Dahlem.
Dahlem est une municipalité allemande du land de Basse-Saxe et l'arrondissement de Lunebourg. En 2014, elle comptait 597 habitants.

## Source
- (de) Cet article est partiellement ou en totalité issu de l’article de Wikipédia en allemand intitulé « Dahlem (Niedersachsen) » (voir la liste des auteurs).